# Jean Carlos (labdarúgó, 1996)
Jean Carlos (Prata, 1996. május 10. –) brazil korosztályos válogatott labdarúgó, a lengyel Raków Częstochowa középpályása.

## Pályafutása

### Klubcsapatokban
Carlos a brazíliai Prata községben született. Az ifjúsági pályafutását a spanyol Yanida, Tenerife és Parla Escuela, majd a Real Madrid akadémiájánál folytatta.
2015-ben mutatkozott be a Real Madrid B keretében. A 2015–16-os szezonban a Fuenlabrada csapatát erősítette kölcsönben. 2016-ban a Granada szerződtette. 2019-ben a lengyel első osztályban szereplő Wisła Krakówhoz igazolt. 2021. július 1-jén kétéves szerződést kötött a Pogoń Szczecin együttesével. Először a 2021. július 25-ei, Górnik Zabrze ellen 2–0-ra megnyert mérkőzésen lépett pályára. Első gólját 2021. augusztus 8-án, a Piast Gliwice ellen hazai pályán 1–0-ás győzelemmel zárult találkozón szerezte meg. 2023. január 1-jén a Raków Częstochowához igazolt.

### A válogatottban
Carlos 2015-ben tagja volt a brazil U20-as válogatottnak.

## Statisztikák
2023. március 10. szerint
| Klub              | Szezon   | Osztály     | Bajnokság | Bajnokság | Kupa és Ligakupa | Kupa és Ligakupa | Nemzetközi | Nemzetközi | Összesen | Összesen |
| Klub              | Szezon   | Osztály     | Meccs     | Gól       | Meccs            | Gól              | Meccs      | Gól        | Meccs    | Gól      |
| ----------------- | -------- | ----------- | --------- | --------- | ---------------- | ---------------- | ---------- | ---------- | -------- | -------- |
| Granada           | 2016–17  | La Liga     | 1         | 0         | 0                | 0                | —          | —          | 1        | 0        |
| Wisła Kraków      | 2019–20  | Ekstraklasa | 17        | 0         | 1                | 0                | —          | —          | 18       | 0        |
| Wisła Kraków      | 2020–21  | Ekstraklasa | 22        | 3         | 1                | 0                | —          | —          | 23       | 3        |
| Wisła Kraków      | Összesen | Összesen    | 39        | 3         | 2                | 0                | 0          | 0          | 41       | 3        |
| Pogoń Szczecin    | 2021–22  | Ekstraklasa | 34        | 3         | 1                | 0                | 2          | 0          | 37       | 3        |
| Pogoń Szczecin    | 2022–23  | Ekstraklasa | 15        | 1         | 2                | 0                | 4          | 0          | 21       | 1        |
| Pogoń Szczecin    | Összesen | Összesen    | 49        | 4         | 3                | 0                | 6          | 0          | 58       | 4        |
| Raków Częstochowa | 2022–23  | Ekstraklasa | 7         | 3         | 0                | 0                | 0          | 0          | 7        | 3        |
| Összesen          | Összesen | Összesen    | 96        | 10        | 5                | 0                | 6          | 0          | 107      | 10       |

## Sikerei, díjai
Raków Częstochowa
- Lengyel Kupa
  - Döntős (1): 2022–23